# 奧拉德布瓦什拉

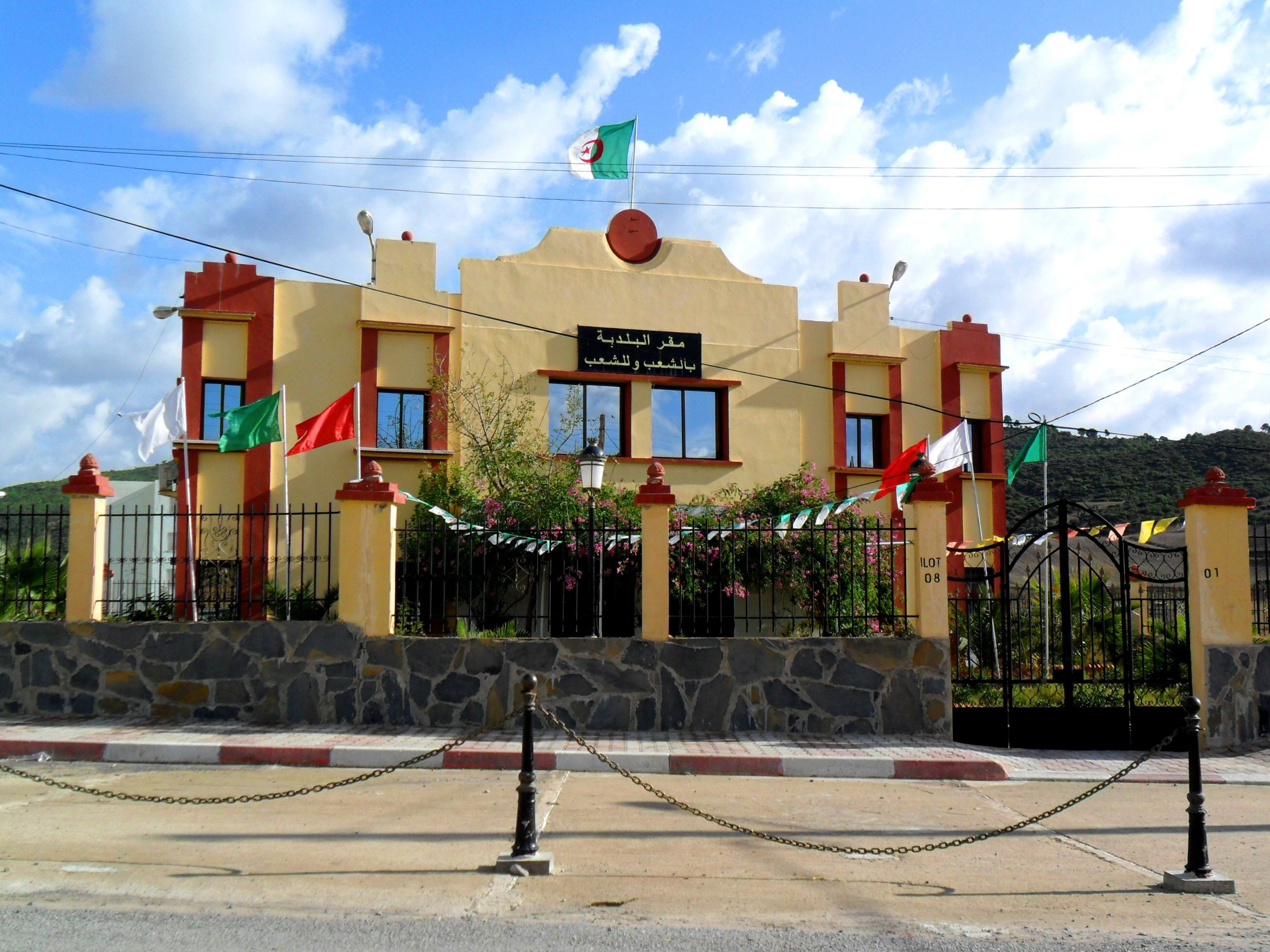
奧拉德布瓦什拉的市政廳

36°06′06″N 2°42′43″E / 36.10167°N 2.71194°E
奧拉德布瓦什拉（阿拉伯语：‎），是阿爾及利亞的城鎮，位於該國北部麥迪亞省，由西馬赫朱卜區負責管轄，面積101平方公里，海拔高度542米，2008年人口890，人口密度每平方公里9人。